# 結城野村
結城野村（ゆうきのむら）は、かつて新潟県刈羽郡にあった村。

## 沿革
- 1889年（明治22年）4月1日 - 町村制施行に伴い刈羽郡諏訪井村、太郎丸村、小国沢村、上岩田村、楢沢村が合併し、結城野村が発足。
- 1901年（明治34年）11月1日 - 刈羽郡森山村、増田村、法末村と合併し、上小国村となり消滅。